# Pohár mistrů evropských zemí 1983/1984
Sezóna 1983/84 byla 29. ročníkem Poháru mistrů evropských zemí. Jejím vítězem se stal anglický klub Liverpool FC.

## První kolo
| Domácí v 1. zápase | Celkem  | Hosté v 1. zápase       | 1. zápas | 2. zápas |
| ------------------ | ------- | ----------------------- | -------- | -------- |
| Odense BK          | 0–6     | Liverpool FC            | 0–1      | 0–5      |
| Lech Poznań        | 2–4     | Athletic Bilbao         | 2–0      | 0–4      |
| Ajax               | 0–2     | Olympiakos Pireus       | 0–0      | 0–2      |
| Benfica SL         | 6–2     | Linfield                | 3–0      | 3–2      |
| Rába ETO Győr      | 4–1     | Víkingur Reykjavík      | 2–1      | 2–0      |
| FK Dinamo Minsk    | 3–2     | Grasshopper Club Zürich | 1–0      | 2–2      |
| Kuusysi            | 0–4     | FC Dinamo București     | 0–1      | 0–3      |
| Hamburg            | (kont.) | Vllaznia Shkodër        | –        | –        |
| Fenerbahçe SK      | 0–5     | Bohemians Praha         | 0–1      | 0–4      |
| Rapid Vídeň        | 4–3     | Nantes                  | 3–0      | 1–3      |
| Athlone Town       | 4–11    | Standard Liège          | 2–3      | 2–8      |
| Hamrun Spartans    | 0–6     | Dundee United FC        | 0–3      | 0–3      |
| PFK CSKA Sofia     | 4–41    | Omonia                  | 3–0      | 1–4      |
| AS Řím             | 4–2     | Göteborg                | 3–0      | 1–2      |
| Dynamo Berlin      | 6–1     | Jeunesse Esch           | 4–1      | 2–0      |
| Partizan           | 5–1     | Viking                  | 5–1      | 0–0      |

1 PFK CSKA Sofia postoupila do další fáze díky více vstřeleným brankám na hřišti soupeře.

## Druhé kolo
| Domácí v 1. zápase  | Celkem | Hosté v 1. zápase | 1. zápas | 2. zápas |
| ------------------- | ------ | ----------------- | -------- | -------- |
| Liverpool FC        | 1–0    | Athletic Bilbao   | 0–0      | 1–0      |
| Olympiakos Pireus   | 1–3    | Benfica SL        | 1–0      | 0–3      |
| Rába ETO Győr       | 4–9    | FK Dinamo Minsk   | 3–6      | 1–3      |
| FC Dinamo București | 5–3    | Hamburg           | 3–0      | 2–3      |
| Bohemians Praha     | 2–21   | Rapid Vídeň       | 2–1      | 0–1      |
| Standard Liège      | 0–4    | Dundee United FC  | 0–0      | 0–4      |
| PFK CSKA Sofia      | 0–2    | AS Řím            | 0–1      | 0–1      |
| Dynamo Berlin       | 2–1    | Partizan          | 2–0      | 0–1      |

1 Rapid Vídeň postoupil do dalšího kola díky více vstřeleným brankám na hřišti soupeře.

## Čtvrtfinále
| Domácí v 1. zápase | Celkem | Hosté v 1. zápase   | 1. zápas | 2. zápas |
| ------------------ | ------ | ------------------- | -------- | -------- |
| Liverpool FC       | 5–1    | Benfica SL          | 1–0      | 4–1      |
| FK Dinamo Minsk    | 1–2    | FC Dinamo București | 1–1      | 0–1      |
| Rapid Vídeň        | 2–21   | Dundee United FC    | 2–1      | 0–1      |
| AS Řím             | 4–2    | Dynamo Berlin       | 3–0      | 1–2      |

1 Dundee United FC postoupilo do dalšího kola díky více vstřeleným brankám na hřišti soupeře.

## Semifinále
| Domácí v 1. zápase | Celkem | Hosté v 1. zápase   | 1. zápas | 2. zápas |
| ------------------ | ------ | ------------------- | -------- | -------- |
| Liverpool FC       | 3–1    | FC Dinamo București | 1–0      | 2–1      |
| Dundee United FC   | 2–3    | AS Řím              | 2–0      | 0–3      |

## Finále
| 30. května 1984 |        |                    |                                                                          |
| Liverpool FC    | 1–1    | AS Řím             | Stadio Olimpico, Řím diváci: 69 693 rozhodčí: Erik Fredriksson (Švédsko) |
| Phil Neal 13'   | Report | Roberto Pruzzo 42' | Stadio Olimpico, Řím diváci: 69 693 rozhodčí: Erik Fredriksson (Švédsko) |

|                                                            |     | Penaltový rozstřel                                                    |  |
| Steve Nicol Phil Neal Graeme Souness Ian Rush Alan Kennedy | 4–2 | Agostino Di Bartolomei Bruno Conti Ubaldo Righetti Francesco Graziani |  |

## Vítěz
| Pohár mistrů evropských zemí 1983/84 Liverpool FC (4. titul) Bruce Grobbelaar, Phil Neal, Alan Kennedy, Mark Lawrenson, Ronnie Whelan, Alan Hansen, Kenny Dalglish, Sammy Lee, Ian Rush, Craig Johnston, Graeme Souness , Michael Robinson, Bob Bolder, Steve Nicol, David Hodgson, Gary Gillespie Trenér: Joe Fagan |